# Ambikanagara
Ambikanagara è una suddivisione dell'India, classificata come census town, di 4.848 abitanti, situata nel distretto del Kannada Settentrionale, nello stato federato del Karnataka. In base al numero di abitanti la città rientra nella classe VI (meno di 5.000 persone).

## Geografia fisica
La città è situata a 15° 07' 27 N e 74° 39' 56 E.

## Società

### Evoluzione demografica
Al censimento del 2001 la popolazione di Ambikanagara assommava a 4.848 persone, delle quali 2.481 maschi e 2.367 femmine. I bambini di età inferiore o uguale ai sei anni assommavano a 422, dei quali 234 maschi e 188 femmine. Infine, coloro che erano in grado di saper almeno leggere e scrivere erano 3.643, dei quali 2.003 maschi e 1.640 femmine.